# Субботин, Сергей Алексеевич
Серге́й Алексе́евич Суббо́тин (род. 15 августа 1955, деревня Юшковская, Архангельская область, СССР) — глава города Мурманска с марта 2009 года по июнь 2010 года.

## Биография
Родился 15 августа 1955 года в деревне Юшковская Климовского сельсовета Коношского района Архангельской области. Имеет высшее профессиональное образование, бывший заместитель губернатора Мурманской области, бывший руководитель департамента информационного обеспечения и взаимодействия с административными органами Мурманской области.
В 1978 году окончил Куйбышевский ордена Трудового Красного Знамени авиационный институт имени академика С. П. Королева (ныне Самарский государственный аэрокосмический университет имени С. П. Королева) по специальности «инженер-металлург».
Окончил специальные курсы КГБ в Минске в 1980 году.
В 1987 году окончил Краснознаменный институт КГБ СССР им. Ю. В. Андропова по специальности «экономист-международник».
В 2002 году прошёл переподготовку по специальности «финансы и кредит» в Мурманском институте экономики и права.
В 2009 году выиграл во втором туре выборов мэра Мурманска, набрав более 60 % голосов.
В июне 2010 года отправлен в отставку городским советом за «системный сбой в системе ЖКХ», ухудшение санитарной обстановки, отсутствие контроля за муниципальным имуществом.
24 июня 2010 года суд подтвердил законность решения городского совета об отставке.
Сергей Алексеевич владеет немецким языком. Женат, имеет сына и трёх внуков. Беспартийный.